# کارل-هاینتس ریدله
کارل-هاینتس ریدله (به آلمانی: Karl-Heinz Riedle) بازیکن فوتبال و مهاجم اهل آلمان است که از سال ۱۹۸۸ میلادی عضو تیم ملی فوتبال آلمان بوده‌است. وی در ۴۲ بازی ملی حضور داشته است و آخرین بازی ملی خود را در سال ۱۹۹۴ میلادی انجام داد. کارل-هاینتس ریدله در بازی‌های ملی‌اش ۱۶ گل به ثمر رساند.